# Andamarca Crucero
Andamarca Crucero ist eine Ortschaft im Departamento Oruro im Hochland des südamerikanischen Andenstaates Bolivien.

## Lage im Nahraum
Andamarca Crucero ist eine Ortschaft des Kanton Challapata im Municipio Challapata in der Provinz Eduardo Avaroa. Sie besteht aus den drei Ortsteilen Crucero (50 Einw.), Okomoa (11 Einw.) und Colcuyo (28 Einw.) und liegt auf einer Höhe von 4010 m am linken, westlichen Ufer des Río Crucero, der in nordwestlicher Richtung flussabwärts bei Pequereque in den Tacagua-Stausee mündet.

## Geographie
Andamarca Crucero liegt am östlichen Rand des bolivianischen Altiplano in der Gebirgskette der Cordillera Central. Das Klima der Region ist ein typisches Tageszeitenklima, bei dem die täglichen Temperaturschwankungen deutlicher ausfallen als die mittleren jahreszeitlichen Schwankungen.
Die Jahresdurchschnittstemperatur der Region liegt bei 8–9 °C (siehe Klimadiagramm Challapata) und schwankt zwischen 4 °C im Juni und Juli und 11 °C im Dezember. Der Jahresniederschlag beträgt knapp 350 mm, bei einer ausgeprägten Trockenzeit von April bis Oktober mit Monatsniederschlägen unter 15 mm, und nennenswerten Niederschlägen nur von Dezember bis März mit 60 bis 80 mm Monatsniederschlag.

## Verkehrsnetz
Andamarca Crucero liegt in einer Entfernung von 138 Straßenkilometern südöstlich von Oruro, der Hauptstadt des gleichnamigen Departamentos.
Von Oruro führt die asphaltierte Nationalstraße Ruta 1 in südlicher Richtung 116 Kilometer bis Challapata, wo nach Süden die Ruta 30 nach Uyuni abzweigt. Von Challapata aus führt die Ruta 1 22 Kilometer nach Nordosten vorbei an Ancacato nach Andamarca Crucero und von dort weiter über Cruce Culta nach Potosí und weiter nach Tarija und an die argentinische Grenze.

## Bevölkerung
Die Einwohnerzahl der Ortschaft ist im Jahrzehnt zwischen den beiden letzten Volkszählungen um ein Drittel angestiegen:
| Jahr | Einwohner         | Quelle       |
| ---- | ----------------- | ------------ |
| 1992 | keine Detaildaten | Volkszählung |
| 2001 | 66                | Volkszählung |
| 2012 | 89                | Volkszählung |
| 2024 |                   | Volkszählung |

Die Region weist einen hohen Anteil an Quechua-Bevölkerung auf, im Municipio Challapata sprechen 59,2 Prozent der Bevölkerung Quechua.